# Tuilaʻepa Sailele Malielegaoi
Tuilaʻepa Sailele Malielegaoi (ur. 14 kwietnia 1945 w Lepie) – samoański polityk, od 23 listopada 1998 do 23 lipca 2021 premier Samoa.